# Dušan Ristić
Dušan Ristić (serbisch-kyrillisch: Душан Ристић; * 27. November 1995) ist ein professioneller serbischer Basketballspieler, welcher zurzeit bei Roter Stern Belgrad spielt. Der 213 cm große und 109 kg schwere Mann spielt auf der Position des Centers.